# Marco Russ
Marco Russ (Hanau, 4 augustus 1985) is een Duitse voetballer die doorgaans als centrale verdediger speelt. Hij verruilde VfL Wolfsburg in juli 2013 voor Eintracht Frankfurt, dat hem in het voorgaande halfjaar al huurde. Russ stroomde in 2004 door vanuit de jeugdopleiding van hetzelfde Eintracht Frankfurt, waar hij tot 2011 ook al deel uitmaakte van het eerste team.
Russ onderging in mei 2016 een dopingcontrole waarbij verhoogde hCG-waarden aan het licht kwamen. Die bleken te worden veroorzaakt door een kwaadaardige tumor. Hij onderging diezelfde maand een operatie. Russ keerde op 28 februari 2017 terug op het veld.
Russ maakte deel uit van de ploeg van Eintracht Frankfurt, die op zaterdag 19 mei 2018 de DFB-Pokal won door in de finale FC Bayern München met 3–1 te verslaan. Het was de eerste grote prijs voor de club in dertig jaar. Russ viel na 74 minuten in voor Jonathan de Guzmán.

## Clubstatistieken
| Seizoen                         | Club                  | Competitie    | Wed. | Goals |
| ------------------------------- | --------------------- | ------------- | ---- | ----- |
| 2004/05                         | Eintracht Frankfurt   | 2. Bundesliga | 3    | 0     |
| 2005/06                         | Eintracht Frankfurt   | Bundesliga    | 9    | 0     |
| 2006/07                         | Eintracht Frankfurt   | Bundesliga    | 27   | 1     |
| 2007/08                         | Eintracht Frankfurt   | Bundesliga    | 29   | 3     |
| 2008/09                         | Eintracht Frankfurt   | Bundesliga    | 33   | 4     |
| 2009/10                         | Eintracht Frankfurt   | Bundesliga    | 30   | 4     |
| 2010/11                         | Eintracht Frankfurt   | Bundesliga    | 31   | 1     |
| 2011/12                         | Eintracht Frankfurt   | Bundesliga    | 1    | 0     |
| 2011/12                         | VfL Wolfsburg         | Bundesliga    | 24   | 1     |
| 2012/13                         | VfL Wolfsburg         | Bundesliga    | 0    | 0     |
| 2012/13                         | → Eintracht Frankfurt | Bundesliga    | 10   | 1     |
| 2013/14                         | Eintracht Frankfurt   | Bundesliga    | 29   | 3     |
| 2014/15                         | Eintracht Frankfurt   | Bundesliga    | 26   | 2     |
| 2015/16                         | Eintracht Frankfurt   | Bundesliga    | 28   | 3     |
| 2016/17                         | Eintracht Frankfurt   | Bundesliga    | 4    | 0     |
| 2017/18                         | Eintracht Frankfurt   | Bundesliga    | 19   | 1     |
| 2018/19                         | Eintracht Frankfurt   | Bundesliga    | 5    | 0     |
| 2019/20                         | Eintracht Frankfurt   | Bundesliga    | 0    | 0     |
| Totaal                          | Totaal                | Totaal        | 308  | 24    |
| Bijgewerkt tot 9 september 2019 |                       |               |      |       |

## Erelijst
| DFB-Pokal | 1x | 2017/18 |